# Chai Nat (tỉnh)
Chai Nat (tiếng Thái: ชัยนาท, phát âm [tɕʰāj nâːt]) là một tỉnh miền Trung của Thái Lan. Tỉnh này giáp các tỉnh sau (từ phía Bắc theo chiều kim đồng hồ: Nakhon Sawan, Sing Buri, Suphan Buri và Uthai Thani.

## Các đơn vị hành chính
Tỉnh Chai Nat có 8 huyện (Amphoe).
| 1. Mueang Chai Nat 2. Manorom 3. Wat Sing 4. Sapphaya | 1. Sankhaburi 2. Hankha 3. Nong Mamong 4. Noen Kham |  |